# Villeneuve-la-Garenne

Villeneuve-la-Garenne en la Petite Couronne.

 Villeneuve-la-Garenne  es una comuna (municipio) de Francia, en la región de Isla de Francia, departamento de Altos del Sena, en el distrito de Nanterre. La comuna coincide con el cantón homónimo.
Su población municipal en 2007 era de 24 516 habitantes.
Fue creada en 1929 a partir de Gennevilliers.
No está integrada en ninguna Communauté de communes.

## Demografía
| ... | ... | ... | ... | ... | ... | ... | ... | ... | ... | ... | ... | ... | ... | ... | ... | ... | ... | ... | ... | ... | ... | 3 954 | 4 031 | 3 584 | 4 035 | 13 780 | 22 715 | 23 691 | 23 906 | 23 824 | 22 349 | 24 516 |
| Para los censos de 1962 a 1999 la población legal corresponde a la población sin duplicidades (Fuente: INSEE [Consultar]) |     |     |     |     |     |     |     |     |     |     |     |     |     |     |     |     |     |     |     |     |     |       |       |       |       |        |        |        |        |        |        |        |